# John Smeaton
John Smeaton (n. 8 iunie 1724, Leeds⁠(d), Anglia, Regatul Marii Britanii – d. 28 octombrie 1792, Leeds⁠(d), Anglia, Regatul Marii Britanii) a fost un inginer, arhitect și constructor britanic, descoperitorul metodei de preparare a cimentului utilizat pentru construcții submarine, cunoscut sub numele de ciment hidraulic. Este reprezentativ farul din Eddystone - Anglia (construit în 1756).
A construit marele canal Forth and Clyde din Scoția, podurile de la Perth, Banff și Coldstream. În 1771 a fondat Societatea Britanică de Ingineri Civili.